# Sundzi
Sundzi (kitajsko: 孫子; pinjin: Sūnzǐ, tudi Sun Cu ali Sun-dzi; rojstno ime: Sun Vu ali Čangčing), kitajski general, diplomat in vojaški teoretik, * 544 pr. n. št., † 496 pr. n. št. predvidevano v provinci Vu. Deloval je v obdobju pomladi in jeseni v starodavni Kitajski. Napisal je edino delo Umetnost vojne (孫子兵法), ki je še dandanes zelo vpliven vojaški strateški in taktični priročnik. V kitajski kulturi je Sundzi velika zgodovinska osebnost, zato je dobil častni naziv Dzi namesto Vu, kar pomeni mojster Sun. 

## Življenje in mit
O njegovem življenju je zelo malo znanega in veliko mitičnimi vsebinami, zato tudi njegov zgodovinski obstoj, ali gre za enega ali več avtorjev, ni povsem gotov, saj ga njegovi sodobniki ne omenjajo. Neenotnost virov se pokaže že pri kraju rojstva. Zgodovinar Sima Čjan ga umesti v kraljevino Vu, Letopisi pomladi in jeseni (春秋) pa v Či. Oba vira se strinjata, da je bil rojen nekje v poznem obdobju pomladi in jeseni in da je bil general kralju Heliju iz Kraljevine Vu v poznem šestem stoletju pr. n. št.. Svoje izkušnje v vojskovanju je uporabil za pisanje dela Umetnost vojne. Sima Čjan omenja še, da je Sundzi svojo teorijo podkrepil s prakso v bitki pri Boju, kjer je zmagal z uporabo lastnih napotkov iz te knjige. Dzuova kronika (左傳), ki je komentar Analov, tega dejstva ne omenja, kot tudi ne omenja Sundzija. Slog pisanja v Umetnosti vojne je bližji slogu poznega obdobja vojskujočih se držav, kar pa še ne zanika Sundzijeve zgodovinskosti. Mogoče je njegovo teorijo dopolnil kateri od njegovih naslednikov, ki so kazali isto zanimanje za vojaško teorijo. En od teh naslednikov je prav tako vojaški teoretik Sun Bin iz konca obdobja Vojskujočih se držav. Sun Binovo delo, po naključju odkrito leta 1972, razkriva sledljivost in podobnosti z bolj znano Umetnostjo vojne. V prid argumentu, da je del besedila nastal v kasnejšem času, so daoistična retorika, nekatera orožja, enote in načini bojevanja, ki so omenjeni v knjigi in so preveč moderni za Sun Cujev čas.

## Zapuščina
Knjigo Umetnost vojne so uporabljali mnogi naslednji strategi. Cesar dinastije Čin Ši Huangdi je uporabil napotke iz knjige, da je končal obdobje Vojskujočih se držav in kot prvi v zgodovini združil Kitajsko v eno državo. To znanje so kasneje uporabili japonski vojskovodje, ko so združili njene otoke pod enim cesarjem. Generali imperialne Japonske so v japonsko-ruski in drugi svetovni vojni s pridom uporabljali to knjigo. Mao Cetung in Ho Ši Minh sta svojim privržencem ukazala prebrati to knjigo, posledice tega pa so vidne v uspehih vojska obeh voditeljev. Pomen Sun Cujeve knjige je spoznala ameriška vojska, ki se je med in po drugi svetovni vojni vpletla v vojne konflikte v vzhodni Aziji (Japonska, Severna Koreja, Vietnam, posredno Kitajska), zato je Umetnost vojne našla mesto v učnem programu za oficirje.

## Umetnost vojne
Umetnost vojne (孫子兵法) je edino delo Sundzija.
V njem so opisane strategije, ki še dandanes vplivajo na vojskovanje, med njimi največ takih, ki poudarjajo pomen morale in oskrbe na vojnem pohodu. Sundzi v knjigi zagovarja strategijo, ki sovražnika spravi na kolena s kar najmanj boja in celo z uporabo vojnih ujetnikov kot vojake lastne vojske. To naj bi demoraliziralo nasprotnika, ki bi videl lastne ljudi v sovražnikovih vrstah.
Taktika zmage brez oz. s čim manj boja se je v zgodovini najbolje pokazala v francosko-pruski vojni, ko je pruski feldmaršal von Moltke v bitki pri Sedanu onesposobil veliko francosko armado in s tem zagotovil hitro zmago. Hitre zmage so po mnenju Sundzija ključ do vojnega uspeha, saj daljša obdobja vojskovanja privedejo do težav z organizacijo in oskrbo vojske.
Sundzijeva Umetnost vojne je prevedena v številne jezike, tudi v slovenščino, vendar gre žal za posreden prevod in angleščine. Slovenskemu prevodu je dodan strokoven komentar angleškega sinologa Johna Minforda. Delo ostaja aktualno: filozofija vojne se ni dosti spreminjala, teme ki se pa tičejo oskrbe, infiltracije itn., pa se lahko prenesejo še na druga področja, kot je na primer poslovni svet. Obstajajo že mnoge priredbe za Umetnost vojne za take in drugačne okoliščine.

## Anekdota
Sima Čjan prikaže Sundzijev temperament v naslednji anekdoti: 
Kralj Helü je želel preizkusiti sposobnosti Sun Cuja in mu zato ukazal, da naj izuri njegov harem s 180 konkubinami v vojakinje. Razdelil jih je v dve skupini, kralju najbolj priljubljeni priležnici pa je dal za vodnico vsaki skupini. Ko jim je ukazal obrat na desno, so se konkubine samo smejale. Takrat jim je rekel, da mora general poskrbeti, da vojščaki razumejo povelja, zato jim je ponovil ukaz. Ponovno so bruhnile v smeh, zato je Sun Cu ukazal, da usmrtijo vodnici, kralju najljubši konkubini. Razložil je, da so oficirji krivi, če vojaki razumejo povelja, pa jih ne ubogajo. Po usmrtitvi je določil novi vodnici, od tedaj pa so priležnice ubogale vse ukaze.